# نيلز هينركسن
نيلز هينركسن (بالدنماركية: Niels Henriksen)‏ هو مجدف دنماركي، ولد في 4 فبراير 1966 في Gentofte Municipality ‏ في الدنمارك.

## وصلات خارجية
- نيلز هينركسن على موقع الاتحاد الدولي للتجديف (الإنجليزية)
- نيلز هينركسن على موقع الاتحاد الدولي للتجديف (الإنجليزية)
- نيلز هينركسن على موقع اللجنة الأولمبية الدولية (الإنجليزية)
- نيلز هينركسن على موقع أوليمبيديا (الإنجليزية)